# Пластинчатые червецы
Пластинчатые червецы (лат. Ortheziidae) — семейство полужесткокрылых из надсемейства червецов. В семействе открыто около 200 видов, из которых 11 видов распространены и в Европе. 

## Описание
Тело покрыто белыми или сероватыми восковыми пластинками. Анальное кольцо с полосой пор и шестью щетинками. Известны облигатные мирмекофилы (Acropygorthezia williamsi).

## Палеонтология
В ископаемом состоянии семейство известно, в частности, из мелового ливанского янтаря. Самка пластинчатого червеца Wathondara kotejai с яйцевым мешком, найденная в бирманском янтаре, считается древнейшим ископаемым свидетельством заботы насекомых о потомстве.

## Систематика
В составе семейства более 200 видов из 21 рода, 5 видов указывалось для фауны СССР.
- Arctorthezia (Arctorthezia cataphracta)
- †Cretorthezia
- Graminorthezia
- Insignorthezia
- Jermycoccus
- Matileortheziola
- Mixorthezia
- Neomixorthezia
- Neonipponorthezia
- Newsteadia (Newsteadia floccosa)
- Nipponorthezia
- Nipponorthezinella
- Ochyrocoris
- Orthezia (Крапивный червец)
- Orthezinella
- Ortheziola[7]
- Ortheziolacoccus (Ortheziolacoccus angolaensis)
- Ortheziolamameti
- Palaeonewsteadia
- Praelongorthezia
- Protorthezia